# Tahurvaili
Tahurvaili je bil kralj Hetitov (Srednje kraljestvo), ki je vladal sredi 15. stoletja pr. n. št. (kratka kronologija). Bil je bratranec kralja Telipinuja.

## Družina
Tahurvaili bi kot Telipinujev bratranec lahko bil sin enega od Amunovih bratov.  Kot tak ni bi bil naslednik prestola prvega reda, vsekakor pa je bil kraljevskega porekla.

## Vladanje
Tahurvaili ni omenjen v nobeni od številnih darovnic, njegov obstoj pa potrjujejo pečati, odkriti v Hatuši. Vladal je nekje med Telepinujem in Zidanto II., natančna časovna umestitev njegove vladavine pa ni zanesljiva. Pogosto se umešča za Aluvamno ali celo Hantilijem II., kar je precej špekulativno. Ker je omenjen v enem od Telipinujevih pisem (KUB 26:77) in glede na to, da je bil njegov bratranec, je vladal verjetno neposredno za njim. Ker je znano, da je Telipinu izgnal Aluvamno, je malo verjetno, da je prišel na prestol neposredno po Telepinujevi smrti. Očitno je bil uzurpator in je vladal malo časa. Če bi Tahurvailija umestili za Hantilija II., bi to pomenilo časovni premik njegove vladavine za najmanj dve generaciji. 
Tahurvaili je sklenil paritetni sporazum z Ehejo, kraljem Kizuvatne. Izrazi v sporazumu so zelo podobni izrazom v sporazumu med Padatišujem in Hantilijem II. Oba hetitska podpisnika se štejeta  za kralja, čeprav v sporazumih nista omenjena kot taka. 